# موراي ريان
موراي ريان (بالإنجليزية: Murray Ryan)‏ هو سياسي أمريكي، ولد في 22 يوليو 1922 في سانتا كلارا في الولايات المتحدة، وتوفي في 7 يناير 2017 في سيلفر سيتي في الولايات المتحدة. حزبياً، نشط في الحزب الجمهوري. وقد انتخب عضو مجلس نواب نيومكسيكو.